# Bernth Brodträger
Bernd „Bernth“ Brodträger (* 14. August 1991 in Wiener Neustadt) ist ein österreichischer Gitarrist.

## Leben
Brodträger begann in seiner Zeit als Schüler am Bundesrealgymnasium mit dem Gitarrespiel. Von 2006 bis 2007 besuchte er die Josef-Mathias-Hauer-Musikschule der Stadt Wiener Neustadt und absolvierte dort das Hauptfach E-Gitarre. Von 2010 bis 2011 war er als Session-/Livegitarrist der Band Belphegor aktiv, mit der er durch Europa, USA, Kanada und Südamerika tourte. Von 2012 bis 2016 absolvierte er das Diplomstudium künstlerischer Richtung, Jazz- und Popularmusik sowie das Studium der Instrumentalpädagogik, Jazz- und Popularmusik am Vienna Music Institute mit Auszeichnung. Seit 2015 ist er als Akustik- und E-Gitarrist im Studio und auf der Bühne mit der österreichischen Band Seiler und Speer aktiv.

## Wirken
Ursprünglich sammelte Brodträger Erfahrungen als Gitarrist im Bereich des Heavy Metal und dessen Subgenres, bevor ihm das Studium am Vienna Music Institute einen neuen musikalischen Horizont eröffnete. Die erlernten und perfektionierten Gitarrentechniken aus diesen Genres (Sweep Picking, Alternate Picking, Tapping und mehr) mischten sich mit Wissen aus der Musiktheorie und ermöglichten dem Gitarristen eine Tätigkeit als Berufsmusiker. Im Juni 2018 erhielt er für die Komposition des Soundtracks der zweiten und dritten Staffel der Serie Horvathslos zwei österreichische Gold Awards verliehen (JokeBrothers, Preiser Records) und die beiden Seiler-und-Speer-Alben Ham kummst und Und weida? wurden mehrfach mit Gold und Platin ausgezeichnet. Brodträger steuerte zu beiden Alben Gitarrensoli bei und ist mit der Band seit dem ersten Auftritt im Gasometer Wien im Mai 2015 auf Tour. Gemeinsam absolvierten sie Touren durch Österreich, Deutschland und die Schweiz und spielten Auftritte auf  Festivals, beispielsweise beim Festival Nova Rock im Juni 2018.
Neben seiner Aktivität als Studio- und Livemusiker erschien auf der persönlichen Website 2018 sein erster Onlinekurs 10 Steps to Modern Shredding, ein 10-wöchiges Lernprogramm mit rund sechs Stunden Videomaterial und 72-seitigem Skriptum. Als Studiomusiker gastierte er unter anderem auch auf dem Album Arson der österreichischen Band Harakiri for the Sky, die er im November 2017 auch einmalig auf der Bühne bei einem Konzert in der Schweiz unterstützte.